# Памятник Бекетову (Харьков)
Памятник Бекетову в Харькове — памятник Алексею Николаевичу Бекетову, русскому и советскому архитектору и художнику-пейзажисту, профессору Санкт-Петербургской Императорской Академии художеств, значительную часть своей жизни работавшему в Харькове.
Высота памятника около 3,5 м. Материалы: гранит, бронза.

## История сооружения
Архитектор А. Н. Бекетов в значительной мере сформировал архитектурный облик города Харькова (более 40 зданий), особенно Нагорного района, улиц Пушкинской, Садово-Куликовской и Мироносицкого переулка.
Идея создания памятника Бекетову родилась в стенах Харьковского государственного технического университета строительства и архитектуры в 2004 году. Коллектив университета единогласно решением Ученого совета (протокол № 7 от 3 сентября 2004 года) обратился к тогдашнему Харьковскому городскому голове В. Шумилкину с просьбой о принятии решения городским советом о сооружении памятника архитектору А. Н. Бекетову. В соответствии с решениями градостроительного совета исполнительный комитет Харьковского городского совета 4 апреля 2007 года принял постановление о сооружении такого памятника. Памятник было решено установить возле университета строительства и архитектуры.
В августе 2007 года памятник А. Н. Бекетову был установлен у парадного входа в главный корпус Харьковского государственного технического университета строительства и архитектуры, расположенный по адресу улица Сумская, 40. Руководителем проектных работ по сооружению памятника был заведующий кафедрой урбанистики ХГТУСА профессор Ю. М. Шкодовский, а автором памятника — скульптор Сейфаддин Гурбанов.
22 августа 2007 года памятник был открыт. В торжественной церемонии открытия приняли участие мэр города Харькова Михаил Добкин, тогдашний глава Харьковской облгосадминистрации Арсен Аваков, его заместители — Владимир Бабаев и Людмила Белова, главный архитектор области Юрий Шкодовский, ректоры харьковских вузов, руководители предприятий и организаций, автор памятника, скульптор Сейфаддин Гурбанов, а также внук зодчего Федор Рофе-Бекетов.
Памятник архитектору Бекетову был создан на пожертвования харьковчан, сбором которых занимался благотворительный фонд имени Мечникова.

## Композиция памятника
По замыслу скульптора, монумент зиждится на массивном гранитном постаменте, спускающимся в своей нижней части двумя ступеньками на тротуар. Саму композицию монумента составляет фигура архитектора в задумчивой позе, который сидит, скрестив ноги, в старинном кресле и держит левой рукой неоконченный чертеж, а правой как бы подпирает голову, и при этом мысленно опирается на колонну. На голове архитектора — академическая шапочка. Справа позади от мастера располагается необработанная каменная глыба, из которой виден обтесанный архитектурный элемент в виде верхушки античной колонны.

## Отзывы о памятнике
Арсен Аваков, губернатор Харьковской области в 2005—2010 гг.:

Давным-давно должен был быть открыт в Харькове этот памятник — знак благодарности, знак признания заслуг перед родным городом, знак памяти. И ещё — обещание хранить неповторимый изящный Бекетовский стиль Харькова. Не разрушить его в угоду мелким сегодняшним интересам и выгодам. Передать детям и внукам нашим — как нам его передал великий зодчий и великий гуманист Алексей Бекетов!

Сейфаддин Гурбанов, архитектор памятника:

Этот памятник прошел очень много испытаний. Несколько раз его отвергали на заседаниях градсовета, требовали переделать, но я знал, что моя идея не может быть половинчатой, поэтому держался первоначального плана. В результате, сегодня памятник наконец-то открылся, и слава Богу.